# デランド (フロリダ州)
デランド（DeLand）は、アメリカ合衆国フロリダ州の都市。ボルーシャ郡の郡庁所在地である。人口は3万7351人（2020年）。私立のステッソン大学がある学園都市である。デイトナビーチの南西35キロメートルに位置している。

## 歴史
道路や鉄道が整備される以前は「辺境の地」であり、セントジョンズ川の水運が唯一の交通手段だった。
デランドは1876年にニューヨークの実業家ヘンリー・デランドによって設立された。彼は農園を開拓し入植者に分譲した。移住者の大半はニューヨーク州出身者だった。
1882年に法人化し「デランド市」が誕生した。1887年にはボルーシャ郡の郡庁所在地になった。

## 観光
ダウンタウンのメインストリートには歴史的建造物が建ち並び、アメリカ合衆国国家歴史登録財に登録されている。

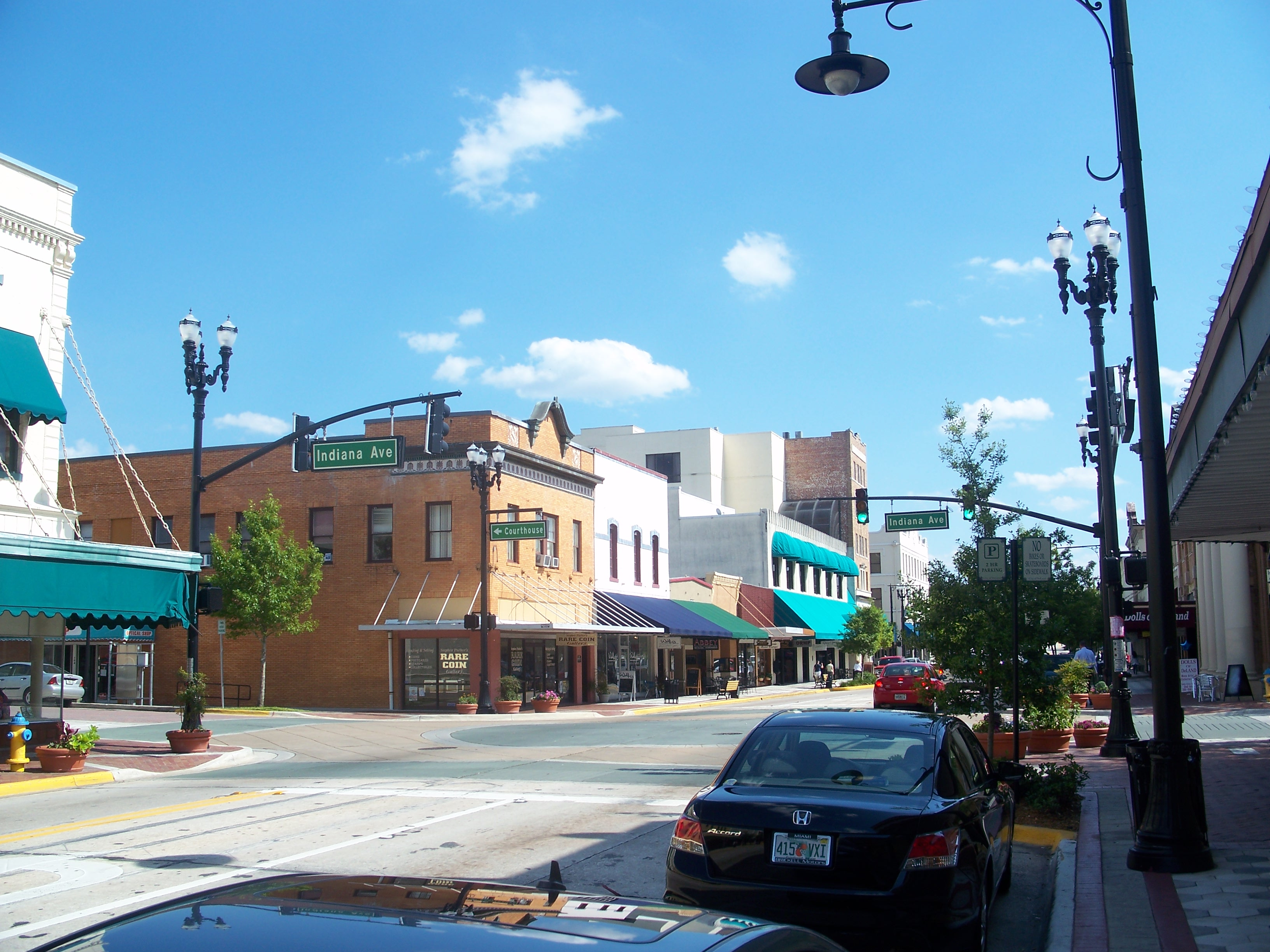
歴史地区

## 交通
- ディランド駅にはアムトラックとサンレールの列車が停車する。